# Oryzias sakaizumii
Espèce
Statut de conservation UICN

 LC  : Préoccupation mineure
Oryzias sakaizumii est une espèce de poissons de la sous-famille des Oryziinae (famille des Adrianichthyidae).

## Répartition
Ce poisson est endémique du Japon.

## Description
Oryzias sakaizumii a un corps translucide teinté de brun clair et présentant de minuscules mélanophores. Les spécimens analysés par l'équipe de Toshinobu Asai (d) présentent les longueurs totales suivantes :
- femelles, 30,1 à 40,5 mm ;
- mâles, 28,7 à 36,7 mm.

## Systématique
Le nom valide complet (avec auteur) de ce taxon est Oryzias sakaizumii Asai (d), Senou (d) & Hosoya (d), 2012,. 
Aucun nom vernaculaire français n'a été donné à ce poisson, mais il porte les noms Northern medaka en anglais, et Kitano-medaka en japonais.

## Étymologie
Son épithète spécifique, sakaizumii, lui a été donnée en l'honneur de Mitsuru Sakaizumi, un généticien moléculaire à l'université de Niigata, pionnier dans l'étude phylogénétique moléculaire des poissons de la famille des Adrianichthyidae du Japon.

## Publication originale
- (en) Toshinobu Asai, Hiroshi Senou et Kazumi Hosoya, « Oryzias sakaizumii, a new ricefish from northern Japan (Teleostei: Adrianichthyidae) », Ichthyological Exploration of Freshwaters, Verlag Dr. Friedrich Pfeil (d), vol. 22, no 4,‎ décembre 2011, p. 289-299 (ISSN 0936-9902, lire en ligne).